# أونيكا نويليو
أونيكا نويليو (بالإنجليزية: Onyeka Nwelue)‏ (مواليد 31 يناير 1988)، هُو مُخرج أفلام وكاتب نيجيري.